# Engelbert von Attel und Reichenhall

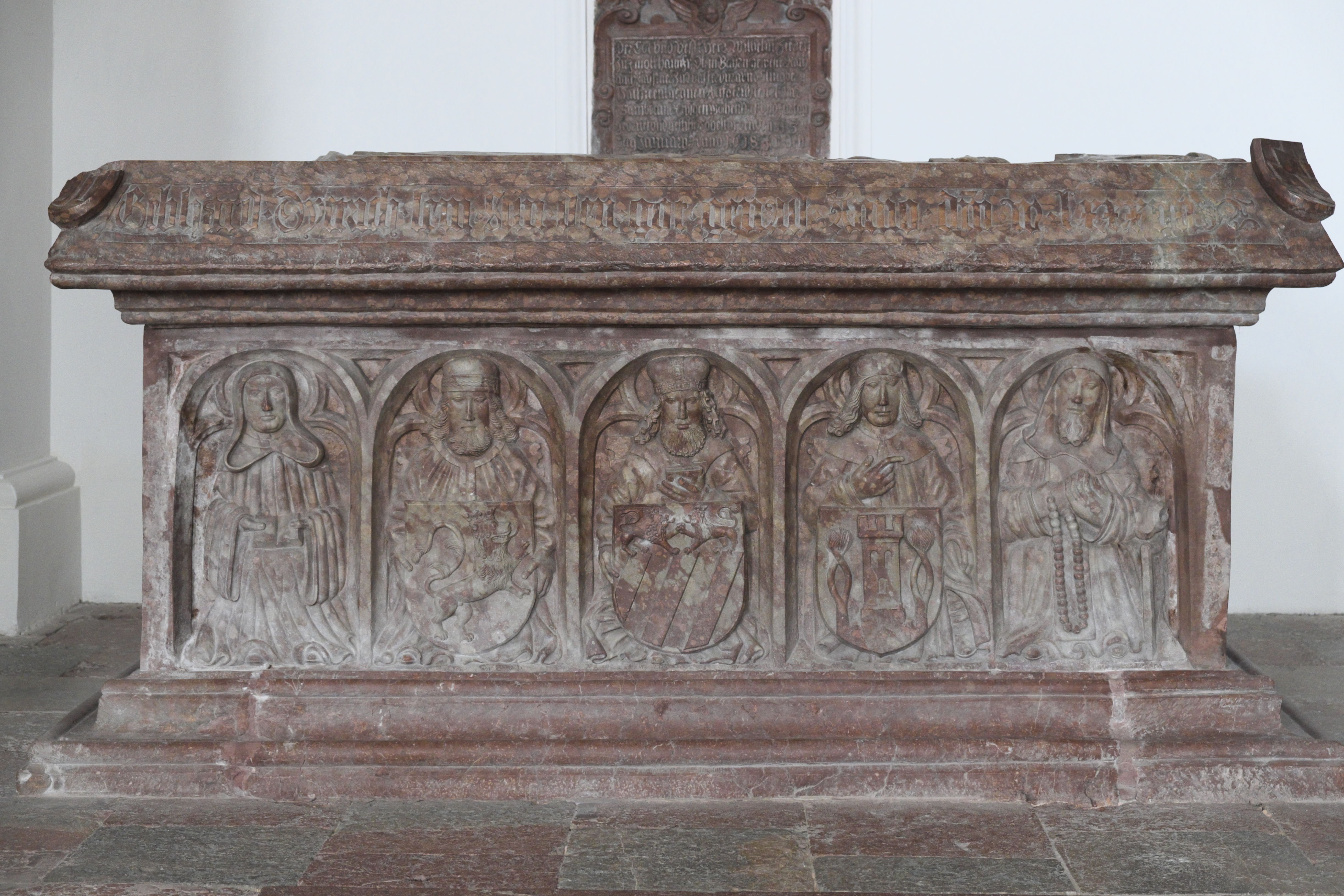
Hochgrab Engelberts in der ehemaligen Klosterkirche in Attel

Engelbert von Attel und Reichenhall (* um 1100; † 20. September 1161) war Graf von Attel bzw. Graf von Wasserburg sowie Hallgraf für das Salzwesen in Hall, dem heutigen Bad Reichenhall. Seinen Stammsitz hatte er nahe Attel auf der Burg Lintburg (auch genannt: Limburg) errichtet.
Seine Eltern waren Graf Gebhard I. von Wasserburg, aus der Wasserburger Linie der Grafen von Dießen-Andechs, und Richgard von Spanheim († um 1130).
Als sein Sohn Gebhard II. – 1159 als Gebehardus Hallensis comes, 1166 als comes Hallensis de Wazzerburch (Hallgraf von Wasserburg) erwähnt – 1169 ins Kloster Stift Reichersberg eintrat, kam die Hallgrafschaft in die Hand des bairischen Herzogs Heinrich des Löwen.
Er war Anhänger der Staufer und stellte Kloster Attel im heutigen Ortsteil Attel der Stadtgemeinde Wasserburg am Inn wieder her.

## Familie
Dieser Stammbaum zu den direkten Vor- und Nachfahren Engelberts folgt der Darstellung von Johannes Lang, unter anderem Stadtarchivar und Stadtheimatpfleger von Bad Reichenhall, wonach die Wasserburger Agnaten der Grafen von Dießen wären. Eine alternative Darstellung, der zufolge Gebhard I. und seine Brüder keine leiblichen Söhne, sondern Stiefsöhne Arnolds von Dießen waren, findet sich in der Stammliste von Wasserburg.
- Arnold († ca. 1095), Graf von Dießen, Hallgraf (erster der Andechser Linie, der im Raum Wasserburg ansässig war)[7] ⚭ Adelheid von Sulzbach[8]
  - Dietrich I. von Wasserburg (vermutlich ältester Sohn und früh verstorben)[7]
  - Gebhard I. († ca. 1102), Graf von Wasserburg, Hallgraf. ⚭ Richgard von Spanheim († ca. 1130)
    - Engelbert († 1161), Graf von Wasserburg, Hallgraf. ⚭ Hedwig von Formbach († 1170)
      - Gebhard II., Hallgraf bis 1169, dann Chorherr im Stift Reichersberg; zeitweiser Rückfall der Hallgrafschaft an Herzog Heinrich den Löwen[9]
      - Dietrich II. († 1206) Graf von Wasserburg, Hallgraf ab 1169. ⚭ Hellrika von Wittelsbach († ca. 1200)
        - Otto II. († als Kind)
        - Hedwig ⚭ 1. Heinrich von Waxenberg ⚭ 2. Otto, Domvogt von Regensburg
        - Mathilde ⚭ 1. Graf Friedrich von Hohenburg ⚭ 2. Markgraf Diepold von Vohburg
        - Konrad († 1259), Graf von Wasserburg, Hallgraf bis 1218. ⚭ Kunigunde von Hirschberg (erloschen im Mannesstamm); ab 1218 offizielle und endgültige Einziehung der Hallgrafschaft durch Herzog Otto I.[9]
        - Adelheid ⚭ Gebhard von Tölz

      - Kunigunde ⚭ Graf Egino von Urach
      - Adelheid, Nonne in Reichersberg
      - Richgart, Nonne in Reichersberg

  - Friedrich († 1120 in Palästina)
  - Otto I. († ca. 1108)